# Караваєв В'ячеслав Сергійович
В'ячеслав Караваєв (рос. Вячеслав Караваев, нар. 20 травня 1995, Москва) — російський футболіст, захисник клубу «Зеніт».
Виступав, зокрема, за клуби ЦСКА (Москва), «Спарта» (Прага) та «Вітесс», а також національну збірну Росії.

## Клубна кар'єра

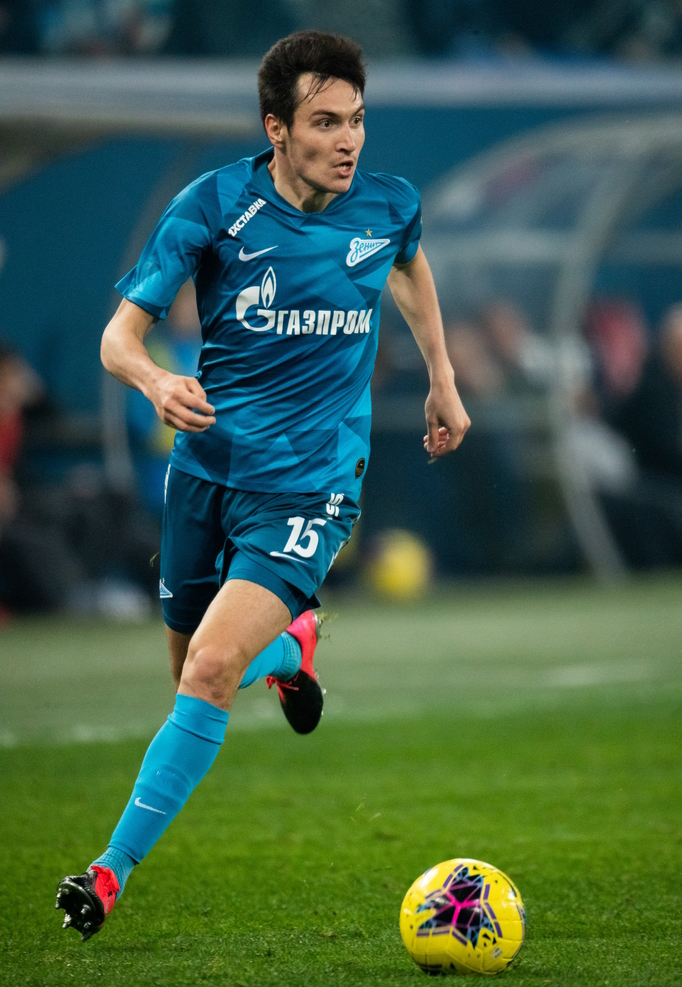
Караваєв у складі «Зеніту». 2020 рік.

Народився 20 травня 1995 року в місті Москва. Вихованець ЦСКА. Перший тренер — Олексій Володимирович Говязін. Дебютував за московський клуб 30 жовтня 2013 року в матчі Кубка Росії проти дзержинського «Хіміка». У чемпіонаті Росії дебютував 2 грудня, коли замінив на 74-й хвилині Кирила Набабкіна у матчі проти «Ростова».
26 червня 2014 року перейшов до празької «Дукли» на правах оренди. Дебютував у вищый лізі Чехії 25 липня 2014 року в домашньому матчі проти «Баніка» (Острава) (нічия 0:0), відігравши весь матч. Протягом сезону 2014/15 провів 29 матчів ліги за «Дуклу».
17 червня 2015 року на правах оренди на наступний сезон перейшов до іншого чеського клубу «Яблонець». Дебютував у чемпіонаті Чехії у футболці «Яблонця» 25 липня 2015 року в 1-му турі проти клубу «Пржибрам» (3:2) і на 8-й хвилині забив свій дебютний гол у найвищому дивізіоні. З командою навесні 2016 року він дійшов до фіналу Кубка Чехії, в якому «Яблонець» програв «Младі Болеслав» з рахунком 0:2. Загалом за командиу протягом сезону провів 40 ігор в усіх турнірах і забив 3 голи.
Влітку 2016 року Караваєв мав пропозиції від Росії, але нарешті в серпні 2016 року підписав чотирирічний контракт із празькою «Спартою». За підсумками сезону 2016/17 був визнаний найкращим гравцем сезону в «Спарті» і увійшов у символічну збірну чемпіонату.. Однак на наступний сезон Караваєв втратив місце в стартовому складі команди.
31 січня 2018 року перейшов до нідерландського «Вітесса» за 1,5 млн євро. Контракт з клубом з Арнема розрахований на три з половиною роки. Протягом одного сезону виступав за цю команду під керівництвом співвітчизника Леоніда Слуцького.
2 вересня 2019 року Караваєв повернувся до Росії, підписавши чотирирічний контракт із «Зенітом». Дебютував 13 вересня, вийшовши на заміну в кінцівці зустрічі в домашньому матчі проти тульського «Арсеналу» (3:1). 19 жовтня 2019 року в матчі проти «Ростова» забив свій перший гол за «Зеніт». З командою у 2020 році виграв «золотий требл» — чемпіонат, Кубок та Суперкубок Росії. Станом на 18 листопада 2020 року відіграв за санкт-петербурзьку команду 34 матчі в національному чемпіонаті.

## Виступи за збірні
2010 року дебютував у складі юнацької збірної Росії (U-16), загалом на юнацькому рівні взяв участь у 37 іграх.
Протягом 2014—2016 років залучався до складу молодіжної збірної Росії. На молодіжному рівні зіграв у 20 офіційних матчах, забив єдиний гол у ворота США на турнірі Marbella Cup–2014, матч закінчився поразкою Росії з рахунком 4:3.
11 березня 2019 року був викликаний до національної збірної Росії на відбіркові матчі чемпіонату Європи 2020 з Бельгією та Казахстаном. Дебютував у збірній 13 жовтня 2019 року в матчі відбору до чемпіонату Європи 2020 року з Кіпром, замінивши на 38-й хвилині травмованого Сергія Петрова.
3 вересня 2020 року у своєму другому матчі за збірну забив свій перший гол за збірну Росії у ворота Сербії в Лізі Націй 2020/21.

## Титули і досягнення
- Чемпіон Росії (6):

ЦСКА (Москва): 2013–14
«Зеніт»: 2019–20, 2020–21, 2021–22, 2022–23, 2023–24
- Володар Кубка Росії (1):

«Зеніт»: 2019–20
- Володар Суперкубка Росії (6):

ЦСКА (Москва): 2013
«Зеніт»: 2020, 2021, 2022, 2023, 2024
| Дата       | Місто    | Господарі | Результат | Гості     | Турнір                               | Голи | Примітки |
| ---------- | -------- | --------- | --------- | --------- | ------------------------------------ | ---- | -------- |
| 13-10-2019 | Нікосія  | Кіпр      | 0 – 5     | Росія     | Відбір до ЧЄ 2020                    | -    | 37' 45'  |
| 3-9-2020   | Москва   | Росія     | 3 – 1     | Сербія    | Ліга націй УЄФА 2020-2021 - 1-й етап | 1    |          |
| 6-9-2020   | Будапешт | Угорщина  | 2 – 3     | Росія     | Ліга націй УЄФА 2020-2021 - 1-й етап | -    | 75'      |
| 8-10-2020  | Москва   | Росія     | 1 – 2     | Швеція    | товариський матч                     | -    |          |
| 11-10-2020 | Москва   | Росія     | 1 – 1     | Туреччина | Ліга націй УЄФА 2020-2021 - 1-й етап | -    |          |
| 14-10-2020 | Москва   | Росія     | 0 – 0     | Угорщина  | Ліга націй УЄФА 2020-2021 - 1-й етап | -    | 67'      |
| 12-11-2020 | Кишинів  | Молдова   | 0 – 0     | Росія     | товариський матч                     | -    |          |
| 15-11-2020 | Стамбул  | Туреччина | 3 – 2     | Росія     | Ліга націй УЄФА 2020-2021 - 1-й етап | -    | 37'      |
| 18-11-2020 | Белград  | Сербія    | 5 – 0     | Росія     | Ліга націй УЄФА 2020-2021 - 1-й етап | -    |          |
| Усього     |          | Матчів    | 9         |           | Голів                                | 1    |          |